# Худоба (гміна Бичина)
Худоба (пол. Chudoba, нім. Chudoba) — село в Польщі, у гміні Бичина Ключборського повіту Опольського воєводства.